# Estrane
L'estrane est un noyau stéroïdien. Il correspond au stéroïde à 18 atomes de carbone. Il existe en deux isomères, le 5α-estrane et le 5β-estrane, en fonction de la position de l'atome d'hydrogène sur le carbone 5.